# سعدان عنكبوتي بني
سعدان عنكبوتي بني (الاسم العلمي: Ateles hybridus) هو نوع من الحيوانات يتبع جنس سعدان عنكبوتي من فصيلة السعادين عنكبوتية.
ويعتبر العنكبوت البني من أكثر أنواع الحيوانات المهددة بالانقراض حيث ان العدد المتبقي من هذا الحيوان لا يتعدى المئة في العالم، كل ذلك بسبب فقدان البيئة المناسبة للسكن، والصيد الجائر، بالإضافة إلى تجارة الحيوانات غير المشروعة، يتميز قرد العنكبوت بأنه يملك ذيل واطراف طويلة ويساعده ذيله المجعد والخالي من الشعر علي التسلق ومسك الأشياء والتعلق بالاشجار.